# Radstation Münster

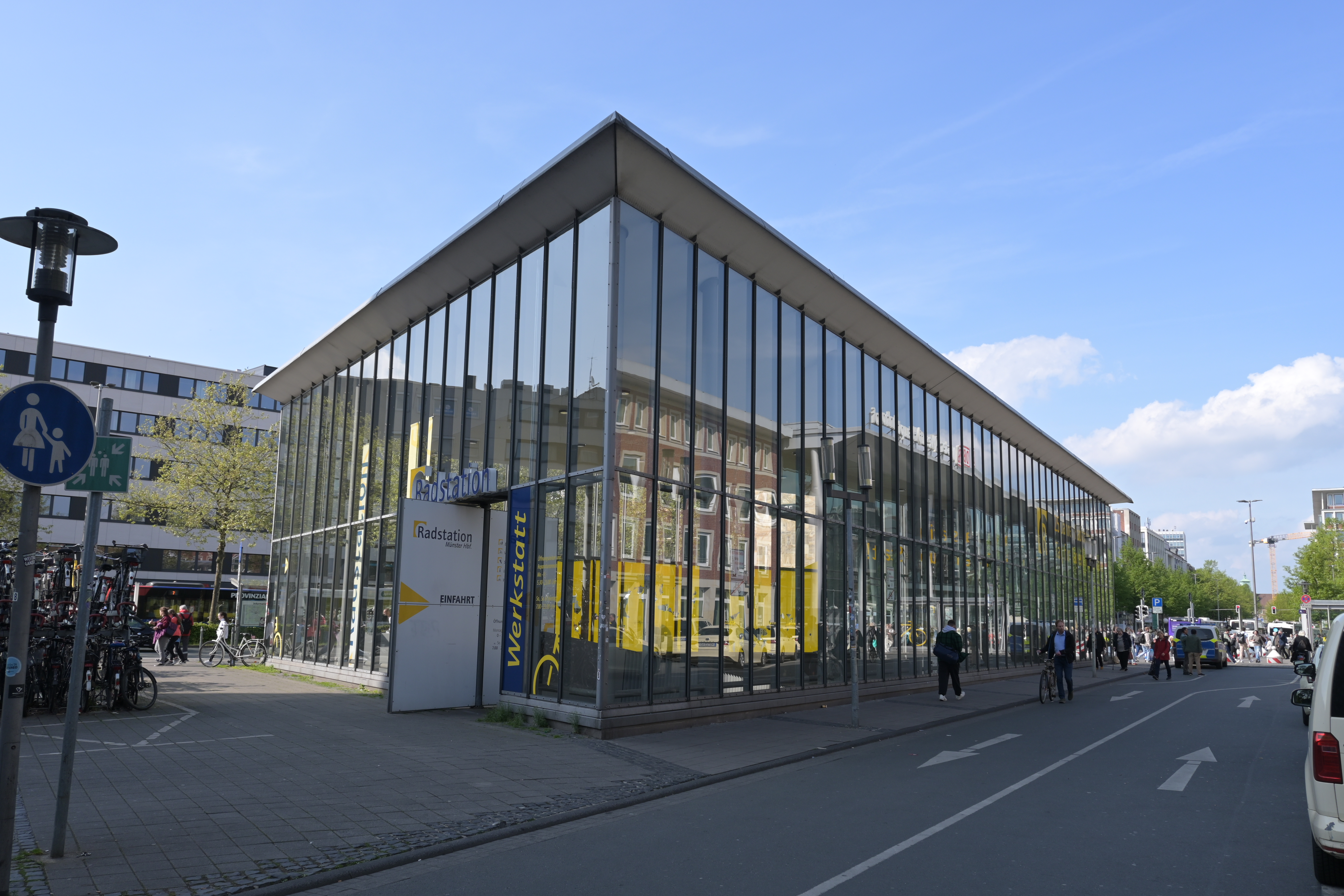
Eingang zur Radstation am Hauptbahnhof von Münster

Die Radstation Münster Hbf. ist die größte Fahrradstation in Deutschland und steht im westfälischen Münster.

## Geschichte
Die Radstation wurde am 12. Juni 1999 vom damaligen Bundesverkehrsminister Franz Müntefering direkt vor dem Hauptbahnhof auf dem Berliner Platz eröffnet, um das wilde Abstellen von Fahrrädern auf dem Bahnhofsvorplatz einzudämmen. Daher wurde mit der Umgestaltung des Berliner Platzes auch eine alte, unterirdische Passage in ein Fahrradparkhaus umgebaut. Der einzige sichtbare Teil ist das Glaskonstrukt, das dafür sorgt, dass in der komplett unterirdisch angelegten Radstation eine helle Atmosphäre herrscht. Die Kosten betrugen etwa 13 Millionen DM, die zur Hälfte vom Land Nordrhein-Westfalen getragen wurden.
Beim Bau der Radstation wurde eine in den 1970er-Jahren gebaute Fußgängerunterführung integriert. Dadurch hat die Station einen Ausgang zur Windthorststraße und kreuzungsfreien Zugang zur Innenstadt.

## Service

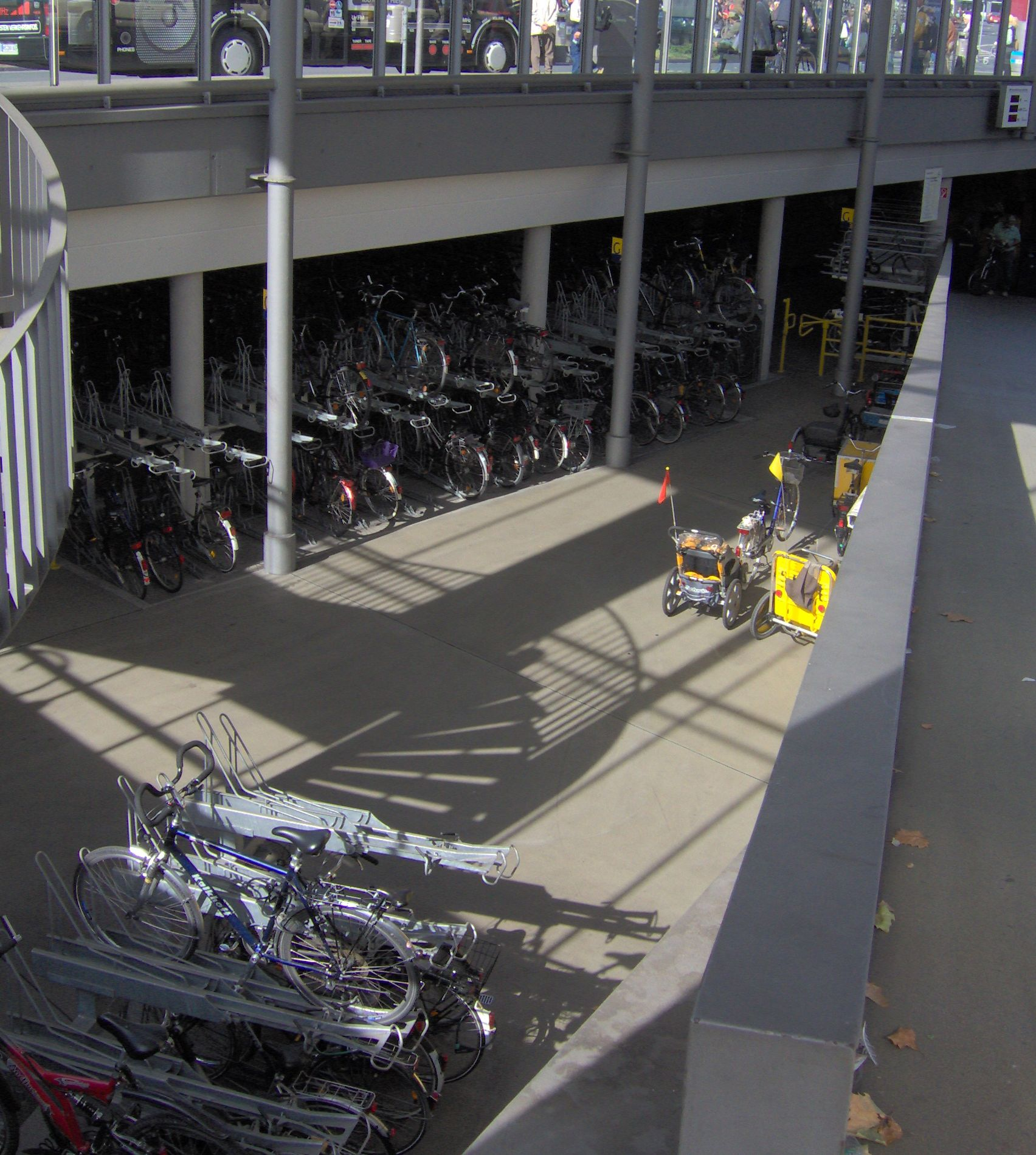
Blick von der Haupteinfahrtsrampe in die Radstation

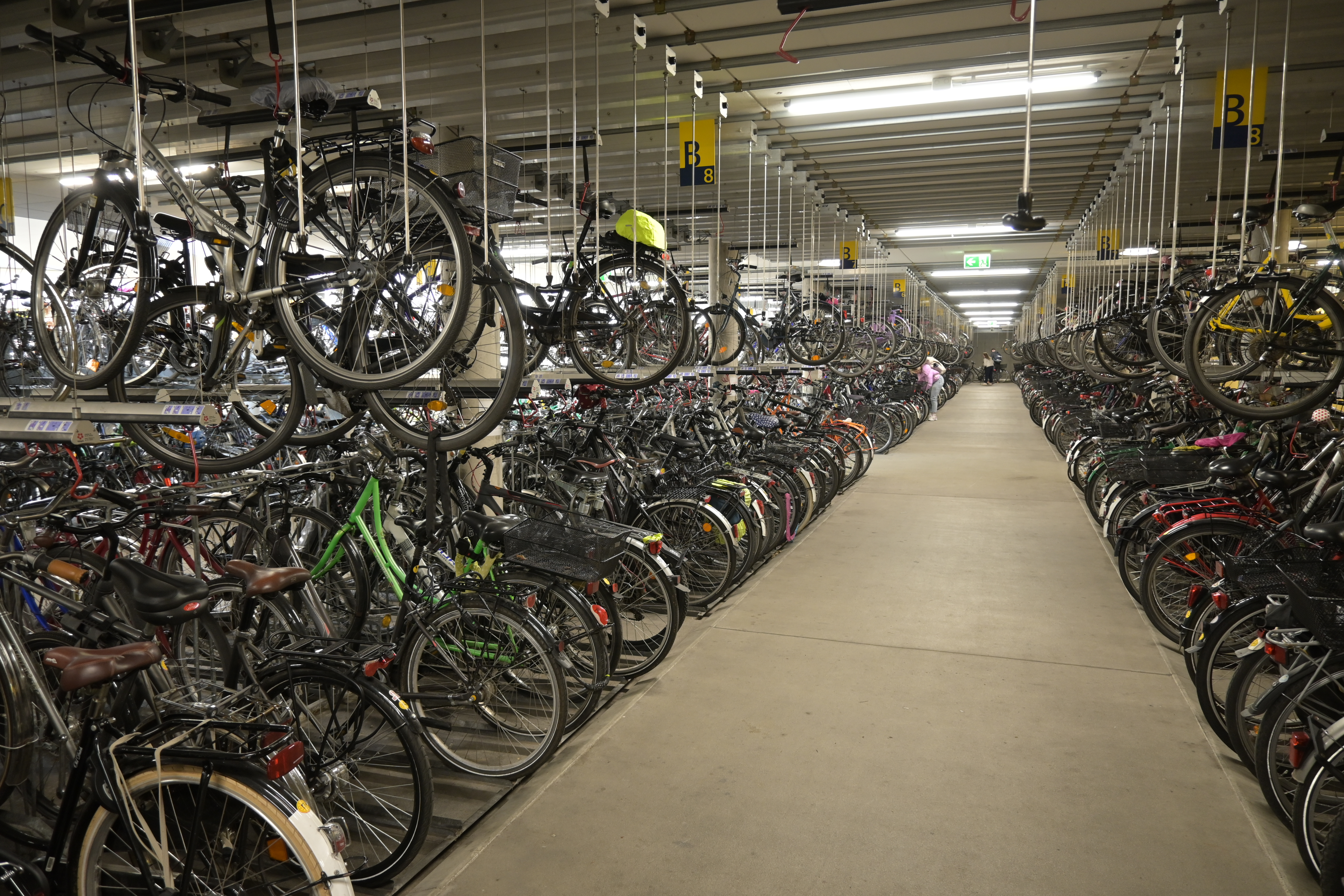
Parkbereich mit zweistöckig abgestellten Fahrrädern

Die Radstation stellt 3.300 Plätze zur Verfügung. Daneben wird ein Service rund um das Fahrrad angeboten: eine Fahrradreparaturwerkstatt und eine Fahrradwaschanlage. Das Angebot wird durch einen Fahrradverleih und Schließfächer abgerundet, Touristen können eine Tourismus-Beratung in Anspruch nehmen.
Um den Platz in der Radstation besser nutzen zu können, werden die Fahrräder in zweistöckigen Ständern abgestellt. Dauerkartenbesitzer können gegen Aufpreis auch einen persönlichen Platz mieten, der immer für sie freigehalten wird. Persönliche oder wertvolle Sachen sollten nicht an den Rädern gelassen werden, da das Parkhaus von Kunden frei begangen werden kann und es keine Boxen gibt, in die Fahrräder eingeschlossen werden können. Es werden aber Schließfächer für z. B. Rucksäcke oder Regenkleidung angeboten. Fahrradanhänger, Tandems und Liegeräder können auf Sonderflächen abgestellt werden.

## Zielgruppe
Zwei Drittel der Nutzer sind Berufs-Pendler, die mit der Bahn oder dem Bus nach Münster kommen und dann mit dem Fahrrad zur Arbeit fahren, weshalb die Radstation wochentags um 5:30 Uhr öffnet.

## Auslastung
Bereits im ersten Jahr wurde die Radstation sehr gut angenommen, 2.300 bis 2.900 Dauerkarten (Jahres- oder Monatskarten) wurden verkauft, je nach Wetter und Jahreszeit waren die anderen Plätze komplett von Ein-Tagesnutzern gebucht.

## Auszeichnung
Im Jahr 2000 gewann die Radstation den Verkehrsarchitektur-Preis Renault Traffic Future Award.

## Kunstevents
- 2001: wurde in der Nacht vom 31. August zum 1. September Erik Saties Klavierwerk Vexations im Rahmen der Veranstaltung „Ab in die Mitte“ in der Radstation aufgeführt.[1]
- 2008: wurde die Installation „Katzenaugen“ von Luzia-Maria Derks in der Radstation präsentiert.[2]
- 2011: zeigte Ralf Emmerich an der Radstation großformatige Porträts, (eine Auswahl aus 30 Jahren Filmwerkstatt und Festivalgeschichte).[3]